# Activiti
Activiti ist ein in Java geschriebenes freies Workflow-Management-System, mit dem man Businessprozesse in BPMN 2.0 definieren und ausführen kann.

## Geschichte
Im Mai 2010 wechselten Tom Baeyens und Joram Barrez, die zwei Hauptentwickler von jBPM, der Workflow-Engine von JBoss, zu Alfresco und starteten die Umsetzung von Activiti.
Dabei brachten sie ihre Erfahrungen mit jBPM mit, setzten aber Activiti auf einer neuen Codebasis auf, ohne jBPM-Quelltext dafür zu verwenden.
Die erste Version von Activiti war 5.0, womit die Entwickler auf ihre Erfahrungen mit jBPM von der Version 1.0 bis 4.0 hinweisen wollten.
2013 spaltete sich Camunda BPM von der Activiti-Softwareentwicklung ab.

## Komponenten
Activiti besteht aus einer Reihe von Komponenten und Applikationen, welche gemeinsam zur Definition und Ausführung von Businessprozessen eingesetzt werden:
Werkzeuge
- Activiti Modeler, ein webbasiertes grafisches Werkzeug zur Definition von BPMN-2.0-Workflows, basierend auf Signavio.
- Activiti Designer, ein Eclipse-Plug-In für die Umsetzung von Workflows in Eclipse.
- Activiti Probe, eine Webapplikation zur Administration und Monitoring der Activiti-Engine in Produktion (ist mittlerweile Bestandteil des Activiti Explorers)
- Activiti Explorer, eine Webapplikation zum Zugriff auf die Activiti-Engine zur Laufzeit. Sie inkludiert Taskmanagement, Reporting statistischer historischer Daten sowie Informationen zu den Zuständen aktueller Prozessinstanzen.

Laufzeitkomponenten
- Activiti Engine, der Kern des Activiti-Projektes: Der Workflow-Prozessor, eine Java-Prozessengine, die BPMN-Prozesse ablaufen lässt.
- Model Repository, das Repository, in dem die BPMN-2.0-Modelle der definierten Workflows abgespeichert sind

Groupware
- Cycle, eine Webapplikation für die Zusammenarbeit von Business-Benutzern und Softwareentwicklern.

Activiti unterstützt eine Reihe von Datenbanken zur Speicherung der Businessprozesse und deren Prozessinstanzen: DB2, H2 Database, Oracle, MySQL, MS SQL und PostgreSQL.